# Rallye Portugal 2022

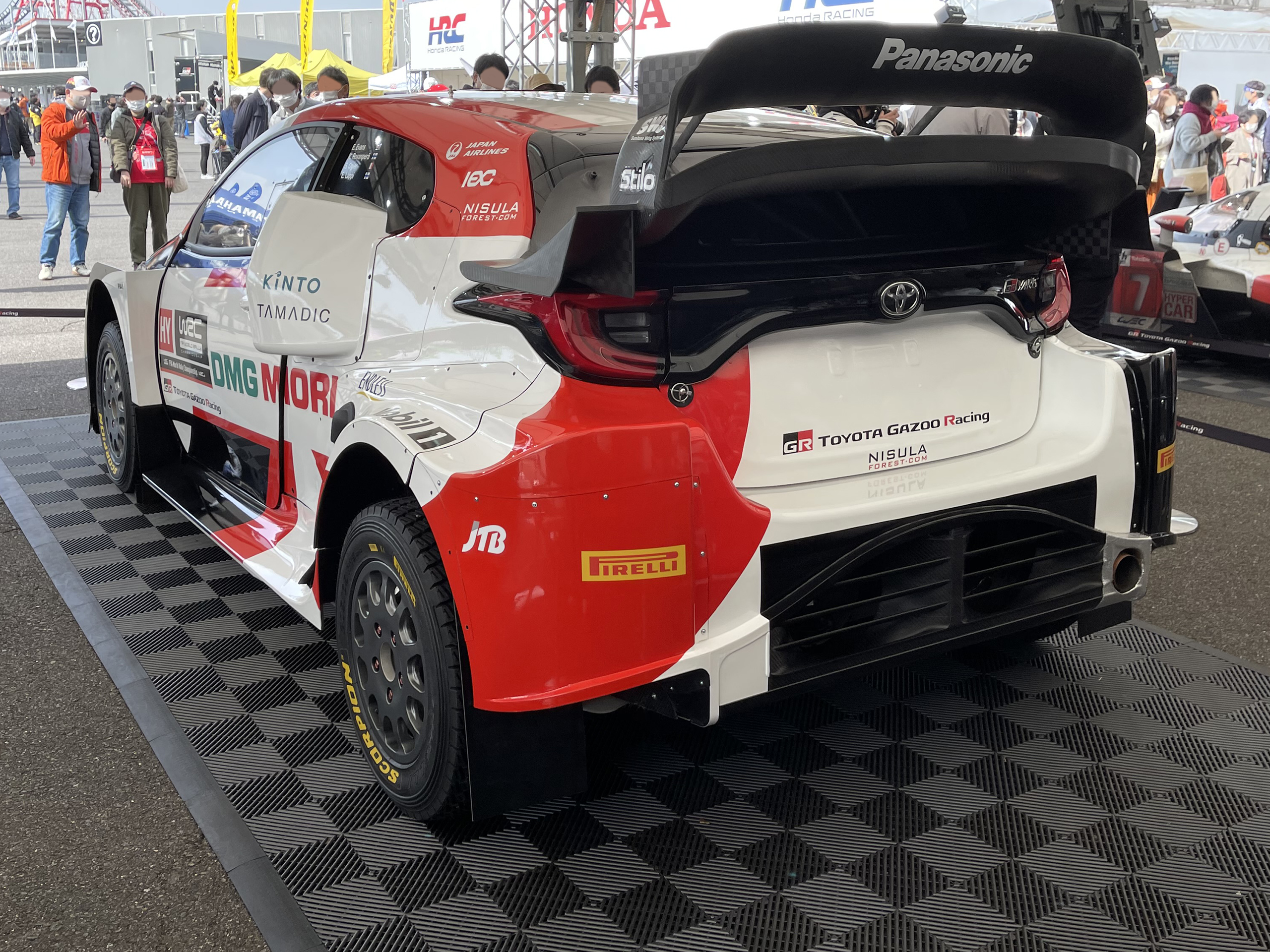
Der Toyota GR Yaris Rally1, das Siegerauto der Rallye Portugal.

Die 55. Rallye Portugal war der 4. Lauf zur FIA-Rallye-Weltmeisterschaft 2022. Sie dauerte vom 19. bis zum 22. Mai und es wurden insgesamt 21 Wertungsprüfungen (WP) gefahren.

## Bericht
Eindrücklich fuhren Kalle Rovanperä und Elfyn Evans zum Doppelsieg mit dem Toyota GR Yaris Rally1 in Portugal. Der erst 21-jährige Rovanperä führte die Entscheidung am Sonntag herbei, wo er 15,2 Sekunden Vorsprung auf Evans herausfuhr. Der dritte Sieg in Folge machte den Finnen zum Weltmeisterschaftsfavoriten zu diesem Zeitpunkt. Er führte das WM-Gesamtklassement mit 46 Punkten Vorsprung auf Thierry Neuville (Hyundai) an. Neuville belegte den fünften Rang. Dani Sordo war bester Hyundai-Pilot und stand als dritter auf dem Siegerpodest. Der neunfache Weltmeister Sébastien Loeb fuhr mit dem Ford Puma Rally1 anfangs um den Sieg, verunfallte dann aber. Nach einem Reifenschaden viel der achtmalige Weltmeister Sébastien Ogier (Toyota) weit zurück, das gleiche Schicksal ereilte Ott Tänak mit dem Hyundai i20 N Rally1.

## Klassifikationen

### WRC-Gesamtklassement
| WRC |                     |                   |                        |          |           |                 |      |
| 1   | Kalle Rovanperä     | Jonne Halttunen   | Toyota GR Yaris Rally1 | WRC RC1  | 3:44:19.2 | 00:00.0         | 25+5 |
| 2   | Elfyn Evans         | Scott Martin      | Toyota GR Yaris Rally1 | WRC RC1  | 3:44:34.4 | 00:15.2         | 18+5 |
| 3   | Dani Sordo          | Cándido Carrera   | Hyundai i20 N Rally1   | WRC RC1  | 3:46:36.5 | 02:17.3 02:02.1 | 15+5 |
| 4   | Takamoto Katsuta    | Aaron Johnston    | Toyota GR Yaris Rally1 | WRC RC1  | 3:46:38.6 | 02:19.4 00:02.1 | 12   |
| 5   | Thierry Neuville    | Martijn Wydaeghe  | Hyundai i20 N Rally1   | WRC RC1  | 3:46:57.0 | 02:37.8 00:18.4 | 10+3 |
| 6   | Ott Tänak           | Martin Järveoja   | Hyundai i20 N Rally1   | WRC RC1  | 3:49:04.9 | 04:45.7 02:07.9 | 8+2  |
| 7   | Pierre-Louis Loubet | Vincent Landais   | Ford Puma Rally1       | WRC RC1  | 3:50:11.3 | 05:52.1 01:06.4 | 6    |
| 8   | Craig Breen         | Paul Nagle        | Ford Puma Rally1       | WRC RC1  | 3:51:22.6 | 07:03.4 01:11.3 | 4    |
| 9   | Adrien Fourmaux     | Alexandre Coria   | Ford Puma Rally1       | WRC RC1  | 3:52:28.8 | 08:09.6 01:06.2 | 2    |
| 10  | Yohan Rossel        | Valentin Sarreaud | Citroën C3 Rally2      | WRC2 RC2 | 3:58:08.1 | 13:48.9 05:39.3 | 1    |

Insgesamt wurden 53 von 90 gemeldeten Fahrzeugen klassiert.

### WRC2
| Rang   | Fahrer               | Co-Pilot           | Auto                   | Klasse   | Zeit      | Rückstand Sieger Rückstand V | Punkte + Power Stage |
| ------ | -------------------- | ------------------ | ---------------------- | -------- | --------- | ---------------------------- | -------------------- |
| 1 (10) | Yohan Rossel         | Valentin Sarreaud  | Citroën C3 Rally2      | WRC2 RC2 | 3:58:08.1 | 0:00.0                       | 25                   |
| 2 (11) | Kajetan Kajetanowicz | Maciej Szczepaniak | Škoda Fabia Rally2 evo | WRC2 RC2 | 3:59:20.2 | 1:12.1                       | 18                   |
| 3 (12) | Chris Ingram         | Craig Drew         | Škoda Fabia Rally2 evo | WRC2 RC2 | 4:04:02.8 | 5:54.7 4:42.6                | 15                   |

### WRC3
| Rang   | Fahrer        | Co-Pilot        | Auto               | Klasse   | Zeit      | Rückstand Sieger Rückstand V | Punkte + Power Stage |
| ------ | ------------- | --------------- | ------------------ | -------- | --------- | ---------------------------- | -------------------- |
| 1 (17) | Sami Pajari   | Enni Mälkönen   | Ford Fiesta Rally3 | WRC3 RC3 | 4:13:33.2 | 00:00.0                      | 25                   |
| 2 (18) | Lauri Joona   | Mikael Korhonen | Ford Fiesta Rally3 | WRC3 RC3 | 4:18:03.4 | 04:30.2                      | 18                   |
| 3 (27) | Robert Virves | Aleks Lesk      | Ford Fiesta Rally3 | WRC3 RC3 | 4:37:10.9 | 23:37.7 01:20.9              | 15                   |

## Wertungsprüfungen
Zeitzone UTC+1
| Datum   | Zeit  | Nr.                            | WP                             | Länge                          | Gewinner                                                                         | Co-Pilot                                                                      | Auto                                                               | Zeit                           | Leader           |
| ------- | ----- | ------------------------------ | ------------------------------ | ------------------------------ | -------------------------------------------------------------------------------- | ----------------------------------------------------------------------------- | ------------------------------------------------------------------ | ------------------------------ | ---------------- |
| 19. Mai | 09:01 | —                              | Paredes (Shakedown)            | 4,55 km                        | Elfyn Evans                                                                      | Scott Martin                                                                  | Toyota GR Yaris Rally1                                             | 02:56.1                        |                  |
| 19. Mai | 19:03 | WP1                            | Coimbra                        | 2,82 km                        | Thierry Neuville                                                                 | Martijn Wydaeghe                                                              | Hyundai i20 N Rally1                                               | 02:37.9                        | Thierry Neuville |
| 20. Mai | 08:08 | WP2                            | Lousã 1                        | 12,03 km                       | Elfyn Evans                                                                      | Scott Martin                                                                  | Toyota GR Yaris Rally1                                             | 08:58.9                        | Elfyn Evans      |
| 20. Mai | 09:08 | WP3                            | Góis 1                         | 19,33 km                       | Elfyn Evans                                                                      | Scott Martin                                                                  | Toyota GR Yaris Rally1                                             | 13:12.7                        | Elfyn Evans      |
| 20. Mai | 10:08 | WP4                            | Arganil 1                      | 18,72 km                       | Sébastien Loeb                                                                   | Isabelle Galmiche                                                             | Ford Puma Rally1                                                   | 11:48.0                        | Sébastien Loeb   |
| 20. Mai | 12:31 | WP5                            | Lousã 2                        | 12,03 km                       | Sébastien Ogier                                                                  | Benjamin Veillas                                                              | Toyota GR Yaris Rally1                                             | 08:58.7                        | Elfyn Evans      |
| 20. Mai | 13:31 | WP6                            | Góis 2                         | 19,33 km                       | Elfyn Evans                                                                      | Scott Martin                                                                  | Toyota GR Yaris Rally1                                             | 13:12.6                        | Elfyn Evans      |
| 20. Mai | 14:38 | WP7                            | Arganil 2                      | 18,72 km                       | Kalle Rovanperä                                                                  | Jonne Halttunen                                                               | Toyota GR Yaris Rally1                                             | 11:51.6                        | Elfyn Evans      |
| 20. Mai | 16:05 | WP8                            | Mortágua                       | 18,15 km                       | Kalle Rovanperä                                                                  | Jonne Halttunen                                                               | Toyota GR Yaris Rally1                                             | 12:01.7                        | Elfyn Evans      |
| 20. Mai | 19:03 | WP9                            | Lousada                        | 3,36 km                        | Elfyn Evans                                                                      | Scott Martin                                                                  | Toyota GR Yaris Rally1                                             | 02:37.7                        | Elfyn Evans      |
| 20. Mai | 20:00 | Service Park Exponor (49 Min.) | Service Park Exponor (49 Min.) | Service Park Exponor (49 Min.) | Service Park Exponor (49 Min.)                                                   | Service Park Exponor (49 Min.)                                                | Service Park Exponor (49 Min.)                                     | Service Park Exponor (49 Min.) | Elfyn Evans      |
| 21. Mai | 05:45 | Service Park Exponor (19 Min.) | Service Park Exponor (19 Min.) | Service Park Exponor (19 Min.) | Service Park Exponor (19 Min.)                                                   | Service Park Exponor (19 Min.)                                                | Service Park Exponor (19 Min.)                                     | Service Park Exponor (19 Min.) | Elfyn Evans      |
| 21. Mai | 07:38 | WP10                           | Vieira do Minho 1              | 21,57 km                       | Elfyn Evans                                                                      | Scott Martin                                                                  | Toyota GR Yaris Rally1                                             | 13:37.9                        | Elfyn Evans      |
| 21. Mai | 08:38 | WP11                           | Cabeceiras de Basto 1          | 22,03 km                       | Kalle Rovanperä                                                                  | Jonne Halttunen                                                               | Toyota GR Yaris Rally1                                             | 13:26.8                        | Elfyn Evans      |
| 21. Mai | 09:54 | WP12                           | Amarante 1                     | 37,24 km                       | Elfyn Evans                                                                      | Scott Martin                                                                  | Toyota GR Yaris Rally1                                             | 25:02.3                        | Elfyn Evans      |
| 21. Mai | 12:16 | Service Park Exponor (34 Min.) | Service Park Exponor (34 Min.) | Service Park Exponor (34 Min.) | Service Park Exponor (34 Min.)                                                   | Service Park Exponor (34 Min.)                                                | Service Park Exponor (34 Min.)                                     | Service Park Exponor (34 Min.) | Elfyn Evans      |
| 21. Mai | 14:38 | WP13                           | Vieira do Minho 2              | 21,57 km                       | Kalle Rovanperä                                                                  | Jonne Halttunen                                                               | Toyota GR Yaris Rally1                                             | 13:36.9                        | Elfyn Evans      |
| 21. Mai | 15:38 | WP14                           | Cabeceiras de Basto 2          | 22,03 km                       | Kalle Rovanperä                                                                  | Jonne Halttunen                                                               | Toyota GR Yaris Rally1                                             | 13:28.6                        | Elfyn Evans      |
| 21. Mai | 16:54 | WP15                           | Amarante 2                     | 37,24 km                       | Thierry Neuville                                                                 | Martijn Wydaeghe                                                              | Hyundai i20 N Rally1                                               | 24:42.2                        | Kalle Rovanperä  |
| 21. Mai | 19:03 | WP16                           | Porto - Foz                    | 3,30 km                        | Josh McErlean                                                                    | James Fulton                                                                  | Hyundai i20 Rally2                                                 | 03:21.2                        | Kalle Rovanperä  |
| 21. Mai | 19:03 | Service Park Exponor (49 Min.) | Service Park Exponor (49 Min.) | Service Park Exponor (49 Min.) | Service Park Exponor (49 Min.)                                                   | Service Park Exponor (49 Min.)                                                | Service Park Exponor (49 Min.)                                     | Service Park Exponor (49 Min.) | Kalle Rovanperä  |
| 22. Mai | 05:45 | Service Park Exponor (19 Min.) | Service Park Exponor (19 Min.) | Service Park Exponor (19 Min.) | Service Park Exponor (19 Min.)                                                   | Service Park Exponor (19 Min.)                                                | Service Park Exponor (19 Min.)                                     | Service Park Exponor (19 Min.) | Kalle Rovanperä  |
| 22. Mai | 07:08 | WP17                           | Felgueiras 1                   | 8,91 km                        | Kalle Rovanperä                                                                  | Jonne Halttunen                                                               | Toyota GR Yaris Rally1                                             | 05:57.0                        | Kalle Rovanperä  |
| 22. Mai | 07:57 | WP18                           | Montim                         | 8,69 km                        | Ott Tänak                                                                        | Martin Järveoja                                                               | Hyundai i20 N Rally1                                               | 05:34.3                        | Kalle Rovanperä  |
| 22. Mai | 08:38 | WP19                           | Fafe 1                         | 11,18 km                       | Ott Tänak                                                                        | Martin Järveoja                                                               | Hyundai i20 N Rally1                                               | 06:32.3                        | Kalle Rovanperä  |
| 22. Mai | 10:08 | WP20                           | Felgueiras 2                   | 8,91 km                        | Kalle Rovanperä                                                                  | Jonne Halttunen                                                               | Toyota GR Yaris Rally1                                             | 05:54.7                        | Kalle Rovanperä  |
| 22. Mai | 12:18 | WP21                           | Fafe 2 (Power Stage)           | 11,18 km                       | 1. Kalle Rovanperä 2. Dani Sordo 3. Ott Tänak 4. Thierry Neuville 5. Elfyn Evans | Jonne Halttunen Cándido Carrera Martin Järveoja Martijn Wydaeghe Scott Martin | Toyota GR Yaris Rally1 Hyundai i20 N Rally1 Toyota GR Yaris Rally1 | 06:28.2                        | Kalle Rovanperä  |
| 22. Mai | 13:53 | Service Park Exponor (14 Min.) | Service Park Exponor (14 Min.) | Service Park Exponor (14 Min.) | Service Park Exponor (14 Min.)                                                   | Service Park Exponor (14 Min.)                                                | Service Park Exponor (14 Min.)                                     | Service Park Exponor (14 Min.) |                  |